# Galló Istvánné
Galló Istvánné született Péter Piroska (Gödöllő, 1953. november 27.–) magyar tanító, tanár, szakszervezeti vezető, a Pedagógusok Szakszervezetének (PSZ) elnöke (2008-2018), a Szakszervezetek Együttműködési Fórumának (SZEF) konföderáció alelnöke (2007-től).

## Családja
Péter Ferenc egyetemi adjunktus, a Gödöllői Agráregyetem professzora és Kovács Ilona leányaként született.

## Tanulmányai
Az Esztergomi Tanítóképző Főiskolán szerzett pedagógusdiplomát. Ezt követően bánásmód-pszichológia szakon, majd a Budapesti Műszaki és Gazdaságtudományi Egyetemen közoktatásvezetői (szakszervezeti vezető) oklevelet szerzett.

## Pályafutása
Pedagóguspályáját nevelőként kezdte Dány-ban. 1980-tól a budapesti Erdélyi Utcai Általános Iskolában, 2000-től a Dugonics András Általános Iskola és Gimnáziumban, 2004-től a Práter Utcai Általános Iskolában tanított. 1986–2007 Budapest VIII. kerületi 1-2. osztályos tanítók kerületi szakmai munkaközösség-vezetője.

## Szakszervezeti pályafutása
1972-től szakszervezeti tag. 1983–1986 intézményi bizalmi; 1986-2000 alapszervezeti titkár.
1990-től 2007-ig a PSZ VIII. kerületi titkára, 1994-től budapesti titkára és az Országos Vezetőség tagja. A PSZ 2007. szeptember 29-i munkakongresszusa a soron következő tisztújító kongresszusig megbízta az alelnöki teendők ellátásával. A SZEF budapesti koordináció képviselője 2007-től. A SZEF IV. kongresszusán, 2007. június 8-án a szervezet alelnökévé választották. 2008. július 1-jén a Pedagógusok Szakszervezete XVIII. kongresszusa a szakszervezet elnökévé választotta. 2018 júliusáig állt a Pedagógusok Szakszervezete élén.

## Kapcsolódó oldalak
- A Pedagógusok Szakszervezetének honlapja
- A Szakszervezetek Együttműködési Fórumának honlapja